# 지방도 제1003호선
지방도 제1003호선(대방 ~ 악양선)은 경상남도 사천시 동서동 대방 교차로와 하동군 악양면 평사리삼거리를 잇는 경상남도의 지방도이다.
노선 대부분의 구간이 왕복 2차선의 도로로 구성되어 있으며, 하동군 악양면과 청암면에 이르는 구간은 별다른 공사 없이 노선이 끊어져 있는 것이 특징이다. 또한 하동군 횡천면에서 양보면까지의 구간은 국도 제2호선과, 사천시 용현면에서 남양동까지의 구간은 국도 제3호선과 중첩되고 있다. 구간 중 사천시 서포면과 용현면 사이에는 사천대교가 설치되어 있다.
1993년 하동댐이 완공되면서 일부 구간이 수몰 지구에 포함되어 도로를 이설하였다.

## 연혁
- 2003년 2월 20일 : 노선 폐지 및 재지정[1][2]
- 2009년 10월 15일 : 지방도 노선 조정[3]
- 2018년 12월 14일 : 하동군 악양면 평사리 ~ 정동리 3.8 km 구간 개통, 기존 하동군 악양면 봉대리 ~ 정동리 총 1.26 km 구간 폐지[4]

## 주요 경유지
- 사천시
  - 동서동 대방 교차로 - 해안 교차로 - 실안 교차로 - 경남적성개발학교 - 산분령
  - 남양동 모충 교차로 - 남양사거리 - 송포농공단지사거리 - 송포 교차로 - 노례 교차로
  - 용현면 주문 교차로 - 주문사거리 - 사천대교
  - 서포면 사천대교 - 구포삼거리 - 자혜터널 (330m) - 자혜사거리 - 대포사거리 - 서포삼거리 - (서포중입구) - 구평리 - 내구리 - 금진리 - 후포교 - 서리고개
- 하동군
  - 진교면 서리고개 - 송원리 - 진교교 - 하평교 - 신기교 - 백련리 - 진교농공단지 - 지례교 - 지례리
  - 고전면 지례교 - 명교리
  - 양보면 진암교 - 양보면사무소 - 운암리 - 운암사거리 - 양보중학교 - 운암교 - 장암교 - 장암리 - 장암리마을체련장(구 양보초등학교 장암분교) - 중하쌍교 - 감당리 - 감당삼거리
  - 횡천면 여의리 - 대덕교 - 대덕삼거리 - 횡천중학교 - 횡천면사무소 - 횡천삼거리 - 월평리
  - 청암면 평촌리 - 청암면사무소 - 청암초등학교 - 청암중학교 - 평촌교 - 하동댐 - (금남) - 심답교 - 심답2교 - 심답3교 - (미개통 구간 : 중이리)
  - 악양면 (미개통 구간 : 중대리 - 동매리) - 동매리 - 동매교 - 하동학생수련원 - 매계리 - 정동리 - 악양면사무소 - 악양초등학교 - 입석리 - 봉대리 - 평사리 - 평사리삼거리

## 중복 구간
- 사천시 동서동 대방 교차로 ~ 실안 교차로 : 국도 제3호선, 국가지원지방도 제58호선과 중복
- 사천시 남양동 송포 교차로 ~ 용현면 주문 교차로 : 국도 제3호선과 중복
- 사천시 용현면 주문 교차로 ~ 서포면 서포삼거리 : 국가지원지방도 제58호선과 중복
- 사천시 서포면 서포삼거리 ~ (서포중입구) : 지방도 제1005호선과 중복
- 하동군 양보면 감당삼거리 ~ 횡천면 횡천삼거리 : 국도 제2호선과 중복
- 하동군 횡천면 대덕삼거리 ~ 횡천면 횡천삼거리 : 국도 제59호선과 중복

## 도로명
- 사천시 동서동 대방 교차로 ~ 실안 교차로 : 사천대로
- 사천시 동서동 실안 교차로 ~ 남양동 남양사거리 : 해안관광로
- 사천시 남양동 남양사거리 ~ 송포 교차로 : 삼천포대교로
- 사천시 남양동 송포 교차로 ~ 용현면 주문 교차로 : 사천대로
- 사천시 용현면 주문 교차로 ~ 서포면 서포삼거리 : 사천대교로
- 사천시 서포면 서포삼거리 ~ (서포중입구) : 서포로
- 사천시 서포면 (서포중입구) ~ 하동군 진교면 진교교 서단 : 구송로
- 하동군 진교면 진교교 서단 ~ 진교리 : 선창길
- 하동군 진교면 진교리 ~ 양보면 감당삼거리 : 진양로
- 하동군 양보면 감당삼거리 ~ 횡천면 횡천삼거리 : 경서대로
- 하동군 횡천면 횡천삼거리 ~ 청암면 (금남) : 청학로
- 하동군 청암면 (금남) ~ 중이리 : 금남길
- 하동군 악양면 월매리 ~ 평사리삼거리 : 악양서로